# Печорский путь

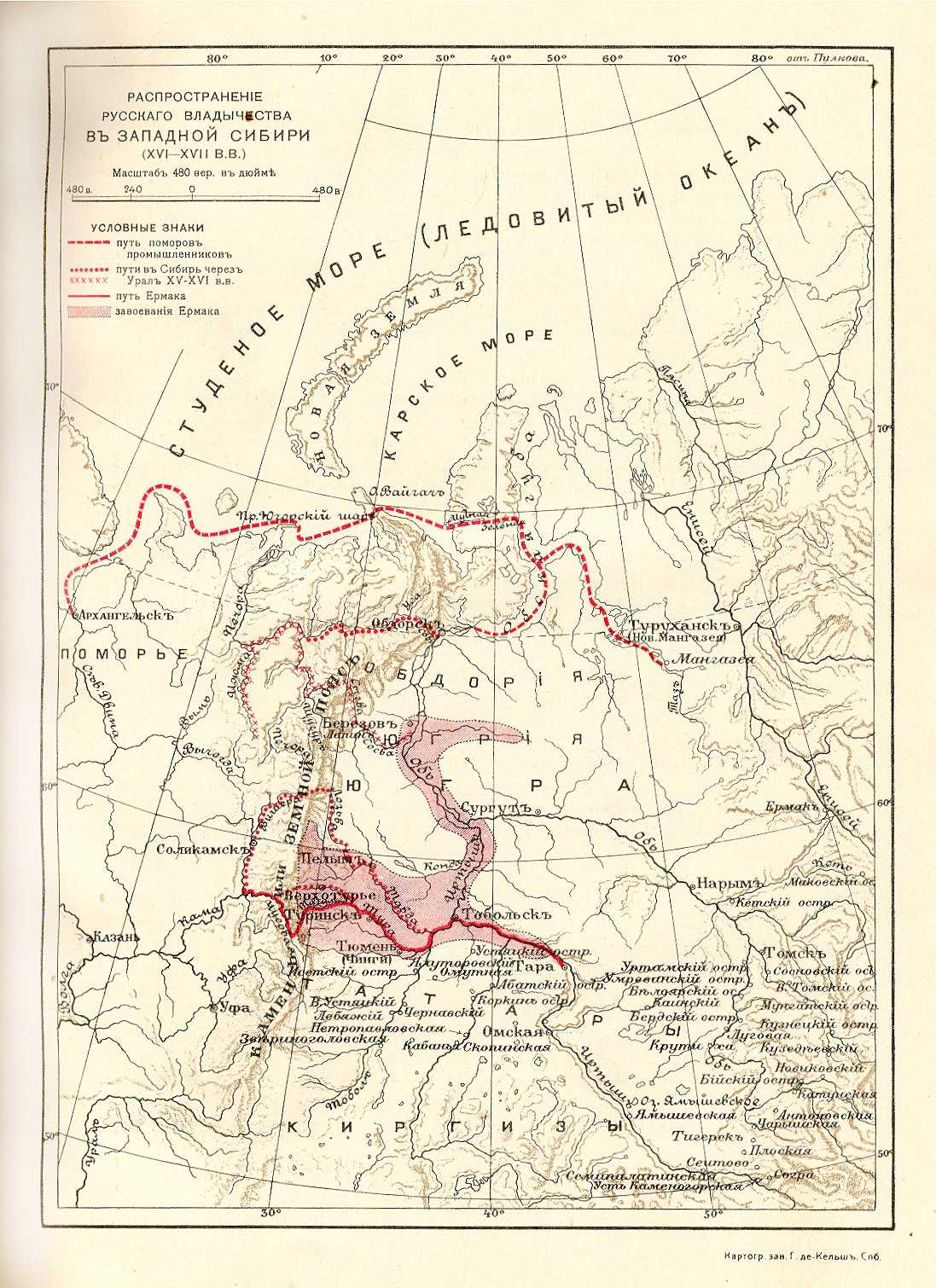
Карта Западной Сибири в конце XVI — начале XVII века с указанием путей сообщения в Сибирь

Печорский путь — древний трансуральский путь сообщения между речными бассейнами Печоры и Оби.
Этот путь, судя по археологическим находкам, очень древний и был уже известен финно-угорским народам, от которых его узнали новгородцы, которые, по крайней мере, с XII века использовали его для того, чтобы проникать в Югру, то есть в область нижней Оби.
Один вариант пути шёл по Северной Двине до устья Пинеги и далее по Пинеге до мыса Николаевского, потом волоком на реку Кулой, впадающую в Белое море, и морем вдоль берегов до устья Мезени, Мезенью до впадения в неё реки Пёзы и Пезским волоком на верховья реки Цильмы, а затем из Цильмы в Печору.
От Устюга другой, более употребительный, путь шёл c Северной Двины вверх по притоку Вычегды Выми до волока, соединявшего верховья Выми с рекой Ухтой, притоком Ижмы, впадающей в Печору.
Дальше по притоку Печоры Усе и её притоку Соби можно было подойти к верховьям другой Соби, впадающей в Обь.
Были также и другие пути с Печоры — Щугором на Сыгву и на Сосьву, принадлежащие к бассейну Оби, или по Илычу на Вогулью и на Сосву.
По Печорскому пути в Югру за мехами проникали новгородские промышленники и военные экспедиции для сбора дани с местных племён.
После подчинения Новгорода Московскому великому княжеству в 1478 году Печорский путь оказался в руках московских великих князей, которые пытались в конце XV и начале XVI веков использовать его для покорения Югры.
В 1483 году состоялся поход на пелымского князя Асыку «да и в Югру на Обь великую реку». Силы Асыки были разбиты на реке Пелым, после чего московские ратные люди по реке Тавде проникли в Сибирскую землю и дальше спустились по Иртышу в Обь, после чего «воевали князей югорских». В итоге в 1484 году князья Пётр и Фёдор заключили мир с Московским великим княжеством «под владычним городом Усть-Вымским».
В 1499 году московские военные силы под командованием Петра Ушатого и Семёна Курбского были собраны на Печоре, где был основан Пустоозерский острог. Затем войско проникло в долину Оби, где разделилось на две части и в двух направлениях произвело жестокое опустошение: было взято более 40 городков и захвачено в плен около 60 туземных князьков.
Устюг, благодаря своему положению, стал в XVI веке важнейшим торговым центром, где осуществлялась торговля сибирскими мехами. На всем протяжении Печорского пути появился ряд промысловых слободок и становищ: Окладникова слобода на Мезени, Лампожня, Усть-Цилемская и Ижемская слободки. Ещё дальше на восток были расположены временные становища промышленников.
Власти перегородили Печорский путь таможенными заставами для сбора податей (Ижемская застава в Ижемской слободке и Собская и Обская заставы в Берёзовском уезде). Когда промышленные люди попытались обходить эти заставы по Сыгве, то на одном из её притоков, Киртасе, была устроена Киртасская застава.
В XVII веке Печорским путём в некоторых случаях пользовались сибирские воеводы, ехавшие на воеводство. Этим же путём доставлялись и ясачные меха из некоторых сибирских городов.
Печорский путь официально использовался до 1706 года, когда он был закрыт по распоряжению из столицы. Однако местные жители ещё продолжали им пользоваться некоторое время.